# Bibliometría
La bibliometría es una parte de la cienciometría que aplica métodos matemáticos y estadísticos a toda la literatura de carácter científico y a los autores que la producen, con el objetivo de estudiar y analizar la actividad científica. 
Para ello se ayuda de leyes bibliométricas, basadas en el comportamiento estadístico regular que a lo largo del tiempo han mostrado los diferentes elementos que forman parte de la ciencia. Los instrumentos utilizados para medir los aspectos de este fenómeno social son los indicadores bibliométricos, medidas que proporcionan información sobre los resultados de la actividad científica en cualquiera de sus manifestaciones.

## Leyes bibliométricas

### Ley de crecimiento exponencial
Derek J. de Solla Price constató que el crecimiento de la información científica se produce a un ritmo muy superior respecto de otros fenómenos sociales, pero muy similar a otros fenómenos observables en contextos naturales, como los procesos biológicos. Dicho crecimiento es tal, que cada 10-15 años la información existente se duplica con un crecimiento exponencial, aunque esto depende en gran medida del área de conocimiento de la que se trate. A su vez, propuso varias etapas: una fase de crecimiento exponencial propiamente dicha, en la que la tasa de crecimiento es proporcional al tamaño de la muestra, y una fase de crecimiento lineal, en la que la tasa de crecimiento es constante o independiente del tamaño del sistema. Las etapas son las siguientes:
- Fase 1: precursores
- Fase 2: crecimiento exponencial
- Fase 3: crecimiento lineal
- Fase 4: colapso del campo científico

Sin embargo, no solo la literatura científica crece de forma exponencial, sino también el número de investigadores, por lo que la primera conclusión que obtuvo Price del crecimiento exponencial fue la contemporaneidad de la ciencia, expresión que refleja el fenómeno que consiste en que el número de científicos en la actualidad constituyen casi el total de todos los que han existido en el pasado más los actuales, siendo el número de científicos del pasado una proporción casi irrelevante frente a este número actual. No obstante, un crecimiento exponencial no puede mantenerse hasta el infinito, es decir, ha de existir un límite llamado techo o límite de saturación; admitido este límite, Price postuló que el crecimiento de la ciencia tiene forma de curva logística.

### Ley de la productividad de los autores
Alfred J. Lotka demostró que la relación trabajos/autor sigue un comportamiento constante bajo determinadas circunstancias. Esta ley determina que partiendo de un número de autores con un solo trabajo sobre un tema determinado, es posible predecir el número de autores con n trabajos mediante la siguiente fórmula:

{\displaystyle A(n)\approx {\frac {K}{n^{2}}}}

Sin embargo, no sólo se trata de analizar el número de autores de un periodo determinado, sino de localizar a los autores más productivos. Se concluye que a medida que aumente el número de trabajos, el número de autores disminuirá.

### Ley del envejecimiento u obsolescencia de la literatura científica
Price constató que la literatura científica pierde actualidad cada vez más rápidamente, estudiando por años la distribución de las referencias bibliográficas en distintas especialidades, observó que, mientras que el número de publicaciones se multiplica por dos cada 10-15 años, el número de citas que reciben tales publicaciones se divide por dos cada trece años aproximadamente. Para medir este envejecimiento, Burton y Kebler idearon el concepto de semiperíodo, que se refiere al tiempo en que ha  sido publicada la mitad de la literatura referenciada dentro de una disciplina científica.  
El semiperíodo o vida media de la literatura de las diversas ramas científicas es variable; así, en Ingeniería Física, es de tres a cinco años; en Química y Fisiología, de siete a ocho; y en Matemáticas y Botánica, de diez años.

### Ley de dispersión de la literatura científica
Esta ley se ocupa del estudio de la dispersión de la literatura científica. Bradford realizó numerosos estudios estadísticos y obtuvo la conclusión de que existe un número de trabajos científicos sobre un tema determinado concentrado en un reducido número de revistas, las cuales a su vez, pueden distribuirse en varias zonas concéntricas de productividad decreciente.

Es decir, si consultamos la literatura especializada observamos que existe un número de trabajos agrupado en un pequeño número de revistas llamado "núcleo". Si queremos recuperar el mismo número de artículos hará falta un número mucho mayor de revistas, y así sucesivamente. La representación gráfica formulada es: {\displaystyle 1:n:n2...}

## Indicadores bibliométricos

### Indicadores de producción
Estos indicadores se basan en el recuento de publicaciones científicas. Son los más fáciles de utilizar ya que nos proporcionan información sobre las características de las unidades analizadas. El número de publicaciones es una medida razonada de la actividad científica, pero no del progreso científico. Estos indicadores están condicionados por factores políticos y sociales.

Miden la productividad científica, que es la cantidad de publicaciones producida por un autor, país o institución durante un período determinado. La producción media se mantiene constante alrededor de 2 publicaciones por autor, al año, aproximadamente.

También miden el índice de producción, que es la cantidad de autores responsables del 50% de los trabajos publicados. Esto sirve para clasificar a los autores en tres niveles según su producción. También miden el índice de transitoriedad, que es la cantidad de autores responsables de un solo trabajo.

### Indicadores de circulación
Miden la presencia de documentos en las bibliotecas y bases de datos bibliográficas. Están condicionados por la especialización y el idioma de las publicaciones. Estos indicadores se utilizan para ver la distribución de las revistas y su cobertura en las bases de datos. Los principales indicadores son:
- Número de trabajos circulantes: cantidad de trabajos indizados en las bases de datos.
- Índice de circulación: cociente del número de trabajos circulantes y la totalidad de los trabajos publicados por una revista en un período.
- Índice de productividad circulante: logaritmo del número de trabajos circulantes.

### Indicadores de dispersión
Es importante estudiar la dispersión de la información científica debido a la gran variabilidad de estas dispersiones, ya que en ocasiones, los trabajos se concentran en un número muy reducido de revistas, mientras que en otras, se dispersan en una cifra muy elevada. Algunas veces la zona de máxima densidad coincide con revistas especializadas, pero frecuentemente coinciden con revistas de carácter general.

### Indicadores de uso de la literatura científica
El consumo de información se mide a través del cómputo de publicaciones y el análisis de referencias. La diferencia entre las referencias y las citas es que, en las primeras, se hace referencia a trabajos publicados con anterioridad y las citas se reciben de trabajos posteriores.

### Indicadores de visibilidad o impacto
Se basan en los recuentos del número de citaciones que reciben los documentos durante un periodo determinado de tiempo o a partir de su publicación. La media es de 15 referencias por artículo. La recepción de citas es muy asimétrica.

Price dijo que el 50% de las referencias se distribuyen entre la totalidad de la literatura y el 50% restante se concentra en un número muy reducido de trabajos, que es lo que se denomina el frente de investigación.

Uno de los indicadores más usados e importantes es el factor de impacto (FI), que es una medida de la frecuencia con la que el artículo medio de una revista ha sido citado en un período. Básicamente mide la relación entre las citas recibidas y los artículos publicados en una revista. Podemos distinguir entre un factor de impacto esperado y un factor de impacto observado.

### Indicadores de colaboración
Estos indicadores miden las relaciones que han existido entre los productores o agentes científicos y que han finalizado con la publicación conjunta de resultados científicos. Se basan en los datos de autoría.

## Obsolescencia de la literatura científica
El crecimiento de la ciencia lleva consigo aparejado un rápido envejecimiento de la literatura científica, es decir, existe una tendencia elevada a que las publicaciones científicas caigan en desuso con el paso del tiempo. Esto se debe a varias causas:
- Cambios en el uso de la literatura científica con el tiempo: la información contenida en los documentos es válida pero ha sido reemplazada por otra más novedosa.
- Tendencia de las publicaciones científicas a caer en desuso: la información es válida pero se ha producido en un campo de conocimiento de interés decreciente.
- Tendencia de las publicaciones a alcanzar su nivel máximo de citaciones poco tiempo después de ser publicadas, por lo que su frecuencia de uso disminuirá rápidamente con el tiempo.

Algunos de los factores que determinan el envejecimiento de la literatura científica a un ritmo muy rápido son por ejemplo, si la bibliografía utilizada maneja datos de carácter efímero, si se presentan en forma de informes o comunicaciones preliminares o si se producen en campos de investigación que avanzan rápidamente.

Existen indicadores que miden el envejecimiento de las publicaciones. Burton y Kleber introdujeron el término "vida media" de la literatura científica para referirse al período durante el cual fue publicada la mitad de la literatura activa circulante, entendiéndose por ésta la cantidad de documentos citados en un momento dado.

## El ISI y sus bases de datos
El Information Sciences Institute (ISI) de Filadelfia, creado por Garfield, publica y mantiene una serie de productos que se utilizan a la hora de realizar estudios bibliométricos.

### Science Citation Index
El SCI es una base de datos producida desde los años 60 que cubre las áreas de ciencias naturales y exactas de las revistas más representativas de todo el mundo. Entre la información que incluye recoge las referencias que aparecen en los documentos, independientemente de la calidad o tipo de documento. Para cada documento se recoge el nombre de todos los autores participantes, así como las filiaciones o centros de trabajo de todos ellos.

Las bases de datos del ISI son las más utilizadas porque se tratan de bases multidisciplinares que recogen todas las revistas de todos los campos de la ciencia, y contienen una serie de campos con características bibliográficas que recogen los datos de:
- Autor
- Título del documento
- Fuente de publicación
- Dirección completa
- Tipo de documento
- Idioma
- Número de referencias que contiene, tanto las realizadas por los documentos publicados a otros documentos posteriores, como citas a documentos anteriores.

### Journal Citation Report
El JCR es un repertorio publicado por el ISI desde los años 70 que recoge información estadística de las revistas más importantes del mundo de las áreas científico-tecnológicas y de las ciencias sociales. Ofrece información sobre:
- La cantidad de documentos publicados por una revista en un año.
- Información sobre el número de citas recibidas por los documentos publicados en una revista.
- El índice de inmediatez
- El factor de impacto de una revista
- El análisis de citas de revista a revista
- La antigüedad de las referencias utilizadas por las revistas

## Aplicaciones de los estudios bibliométricos
A grandes rasgos, los estudios bibliométricos se aplican para conocer la producción científica de los investigadores, conocer la actividad científica de un país, los autores más productivos, cómo se dispersa la literatura científica, conocer el envejecimiento de la ciencia.

En el ámbito de la gestión de bibliotecas y centros de documentación, es importante para las suscripciones de libros o revistas. De cara a los estudios de usuarios, podemos considerar a los autores como consumidores de bibliografía, por lo que el estudio de las referencias que incluyen en sus trabajos nos permiten identificar las publicaciones más necesarias. En el ámbito de la ciencia y la tecnología, nos permite evaluar las actividades y las políticas científicas, realizar estudios sobre la ciencia, evaluar al profesorado y los centros universitarios, etc.